# Neritina natalensis
Neritina natalensis е вид коремоного от семейство Neritidae. Видът е почти застрашен от изчезване.

## Разпространение
Разпространен е в Кения, Мозамбик, Сомалия, Танзания и Южна Африка.